# 極地惡靈
《極地惡靈》（英語：The Terror）是一部美國恐怖電視劇，於2018年3月25日在AMC上播放。本劇改編自丹·西蒙斯所寫的2007年暢銷同名小說《極地惡靈》，虛構化敘述1845年至1848年約翰·富蘭克林爵士的失蹤遠征隊前往北極的事件。2018年6月22日，宣布AMC已經續訂共有十集的第二季，於2019年播放。

## 演員

### 第一季

#### 主要
- 傑瑞德·哈里斯 飾 船長弗朗西斯·克羅茲
- 托比亞·曼齊司 飾 詹姆斯·菲茲傑斯（英语：James Fitzjames）
- 保羅·瑞迪（英语：Paul Ready） 飾 醫生哈利·古德澤（英语：Harry Goodsir）
- 亞當·納格提斯（英语：Adam Nagaitis） 飾 Cornelius Hickey
- 伊恩·哈特 飾 Thomas Blanky
- Nive Nielsen（英语：Nive Nielsen） 飾 沉默女士
- 希朗·漢德 飾 船長約翰·富蘭克林爵士

#### 次要
- 崔斯坦·葛拉維（英语：Trystan Gravelle） 飾 Henry Collins
- Alfie Kingsnorth 飾 David Young
- Ian Pirie 飾 翻譯員
- 阿莉斯塔爾·佩特里（英语：Alistair Petrie） 飾 Dr. Stephan S. Stanley
- 理查德·薩頓（英语：Richard Sutton (actor)） 飾 詹姆斯·克拉克·羅斯
- David Walmsley 飾 Sgt. Solomon Tozer
- Johnny Issaluk 飾 Netsilik hunter
- 湯姆·韋斯頓-瓊斯（英语：Tom Weston-Jones） 飾 Lt. Graham Gore
- Joe Hurst 飾 Thomas Evans
- Jack Colgrave Hirst 飾 湯·哈特內爾（英语：John Hartnell）
- Freddie Greaves 飾 William Strong
- Mikey Collins 飾 Robert Golding
- 利亞姆·加里根 飾 Thomas Jopson
- Stephen Thompson 飾 Magnus Manson
- 查爾斯·愛德華茲 (英國演員) 飾 Dr. Alexander McDonald
- 塞巴斯蒂安·阿梅斯托 飾 Charles Des Voeux
- Christos Lawton 飾 Lt. George Hodgson
- 詹姆斯·勞朗森（英语：James Laurenson） 飾 Sir John Barrow
- 馬修·麥克諾提 飾 Lt. Edward Little
- 羅南·拉夫特瑞（英语：Ronan Raftery） 飾 Lt. John Irving
- Chris Corrigan 飾 John Diggle
- 安東尼·佛萊納根（英语：Anthony Flanagan） 飾 John Morfin
- 西·布魯克（英语：Sian Brooke） 飾 Sophia Cracroft
- Richard Riddell 飾 Sgt. Daniel Bryant
- Apayata Kotierk 飾 薩滿——沉默女士的父親
- Mike Kelly 飾 John Gregory
- Declan Hannigan 飾 Lt. Henry T. D. Le Visconte
- 凱文·格斯理（英语：Kevin Guthrie） 飾 Henry Peglar
- Vin Hawke 飾 George Barrow
- Edward Ashley 飾 William Gibson
- 約翰·林區（英语：John Lynch (actor)） 飾 John Bridgens
- Owen Good 飾 Charles Best
- 克萊夫·羅素（英语：Clive Russell） 飾 約翰·羅斯（英语：John Ross (Royal Navy officer)）
- Sam Rintoul 飾 George Chambers
- Guy Faulkner 飾 Samuel Crispe
- Roderick Hill 飾 Pte. William Heather
- 亞倫·吉夫科亞特（英语：Aaron Jeffcoate） 飾 Pte. William Pilkington
- Charlie Kelly 飾 Thomas Armitage
- Edmund Short 飾 John Lane

#### 特別客串
- 葛蕾塔·莎芝（英语：Greta Scacchi） 飾 珍妮·富蘭克林（英语：Jane Franklin）女士

### 第二季：不名譽

#### 主要
- 三尾善次（英语：Derek Mio） 飾 切斯特·中山／田邊太藏
- 祐真琪琪（日语：祐真キキ） 飾 田邊裕子
- 克莉絲汀娜·羅朵 飾 露絲·奧耶達
- 宇佐美慎吾 飾 亨利·中山
- 森尚子 飾 中山麻子
- 石川美紀 飾 艾美·吉田
- 武井穗鄉 飾 大和信宏

#### 常設
- 希拉·安布西諾 飾 吉田文
- 井上英治 飾 古屋英雄
- 詹姆斯·齋藤（日语：ジェームズ・サイトウ） 飾 威爾森·吉田
- 萊利·多爾曼（英语：Reilly Dolman） 馬隆
- 李·沙頓 飾 華特·吉田
- 亞歷克斯·清水 飾 古屋俊郎
- 卡蜜兒·馬丁尼茲 飾 安東妮特小姐
- C·湯瑪斯·哈威爾 飾 哈洛威·波溫少校
- 理德·戴蒙德 飾 史塔林上校

## 集數
| 集數 | 標題                        | 導演               | 編劇                   | 首播日期      | 亞馬遜影片播放 | 美國收視人數 （百萬） |
| ---- | --------------------------- | ------------------ | ---------------------- | ------------- | -------------- | --------------------- |
| 1    | "Go for Broke"              | 愛德華·柏格        | David Kajganich        | 2018年3月25日 | 2018年3月26日  | 3.34                  |
| 2    | "Gore"                      | 愛德華·柏格        | Soo Hugh               | 2018年3月26日 | 2018年3月27日  | 1.39                  |
| 3    | "The Ladder"                | 塞爾焦·米米察-蓋贊 | Gina Welch             | 2018年4月2日  | 2018年4月3日   | 1.11                  |
| 4    | "Punished, as a Boy"        | 愛德華·柏格        | David Kajganich        | 2018年4月9日  | 2018年4月3日   | 1.17                  |
| 5    | "First Shot a Winner, Lads" | 塞爾焦·米米察-蓋贊 | Josh Parkinson         | 2018年4月16日 | 2018年4月3日   | 0.91                  |
| 6    | "A Mercy"                   | 塞爾焦·米米察-蓋贊 | Vinnie Wilhelm         | 2018年4月23日 | 2018年4月10日  | 0.92                  |
| 7    | "Horrible from Supper"      | Tim Mielants       | Andres Fischer-Centeno | 2018年4月30日 | 2018年4月10日  | 0.97                  |
| 8    | "Terror Camp Clear"         | Tim Mielants       | David Kajganich        | 2018年5月7日  | 2018年4月10日  | 0.86                  |
| 9    | "The C, the C, the Open C"  | Tim Mielants       | Soo Hugh               | 2018年5月14日 | 2018年4月10日  | 0.78                  |
| 10   | "We Are Gone"               | Tim Mielants       | David Kajganich        | 2018年5月21日 | 2018年4月10日  | 0.79                  |

## 外部連結
- 互联网电影数据库（IMDb）上《極地惡靈》的资料（英文）
- 極地惡靈 在电视指南